# De Alliantie (rapgroep)
De Alliantie is een drie-koppige rapformatie uit Zwolle. 
De formatie bestaat uit Léon Sloothaak, Thomas Siemonsma (Athomus) en Franc van Hoffen. Franc van Hoffen is de vervanger van Sjoerd Hofstra (Sjowert). die op zijn beurt Christiaan van der Velde verving die er in 2012 bij was, toen het trio in de halve finale van de HSMC (High School Musical Competition) stond, een landelijke competitie van rappers onder de twintig jaar.
De groep stond in het voorprogramma van onder andere Typhoon, Kraantje Pappie, Adje & Reverse, Hef, Zwart Licht, Dion Masé, Surya&Robian, Van Kwaad Tot Erger, en internationale artiesten als Jack Parow, The Pharcyde en Talib Kweli. Ook op het bevrijdingsfestival Overijssel is de Alliantie een graag geziene gast: naast succesvolle optredens als De Alliantie hebben Thomas en Léon van 2017 tot 2019 ook het danspodium gehost.
In 2018 werd het album 'Mooi Toch' uitgebracht. Met ‘Mooi Toch’ werd samen met The Cool Quest tweemaal het land rondgetoerd, speelden ze meerdere keren in de studio’s van 3FM en scoorden ze ruim 200.000 views via filmpjessite Dumpert.nl.
In februari 2020 werden de goed ontvangen singles Russisch Roulette en 1000 Idealen uitgebracht. Voor beide singles schoot het Zwolse videobedrijf Filmsaus (bekend van onder andere clips voor Snelle en Paul Sinha) een videoclip. 
Begin 2020 werd de EP 'Kleine Bundel 1' uitgebracht. Op deze EP is onder andere het nummer 'Buurtjes'.  In de nummer wordt, inspelend op de actualiteit van het thuiswerken door de coronapandemie, de draak gestoken met typische Nederlandse burenruzies die vaak gaan over het niet op tijd buiten zetten van je vuilcontainer, geluidsoverlast en andere veel voorkomende klachten tussen buren onderling.
In oktober 2020 verschijnt de single 'Mama'  waarop wordt samengewerkt met zanger Micah van het duo Micah & Julia. Micah schreef mee aan het nummer en zong tevens het refrein van dit Nederlandstalige popnummer. Met meer dan 100.000 streams op Spotify is dit een van de meest beluisterde tracks van de Alliantie.

## Discografie

### Album
Het debuutalbum Mooi Toch werd opgenomen in de grote zaal van het poppodium Hedon in Zwolle. Hier ging een aantal maanden overheen en telkens moest de opname-apparatuur opnieuw opgesteld worden. In Hedon was ook de presentatie op 17 februari 2018. Bij elkaar is twee jaar aan het album gewerkt. De kiem van het album ligt in een vakantiehuisje Kijkduin, waar in februari 2016 werd gewerkt aan het eerste materiaal voor het album. De beats zijn afkomstig van Hofstra, de rap van Sloothaak en Siemonsma.

#### Tracklist
| Nr. | Titel                  | Lengte |
| --- | ---------------------- | ------ |
| 1   | Intro                  | 0:38   |
| 2   | Mooi Toch              | 3:16   |
| 3   | Sieradenkist           | 2:08   |
| 4   | Camembert              | 3:59   |
| 5   | Vergeet Niet           | 2:27   |
| 6   | Annelize               | 3:42   |
| 7   | Papa Was Een Ambtenaar | 3:04   |
| 8   | Gazelles               | 3:09   |
| 9   | Boeren                 | 2:29   |
| 10  | Jachtseizoen           | 4:09   |
| 11  | Plan B                 | 4:27   |

### EP
Op 30 april 2014 verscheen de Voor De Voor De Kids EP, bestaande uit 9 tracks.

#### Tracklist
| Nr. | Titel                  | Lengte |
| --- | ---------------------- | ------ |
| 1   | Je Favoriete Boyband   | 3:49   |
| 2   | Voor de Kids           | 2:56   |
| 3   | Voedsel                | 2:42   |
| 4   | Pillen                 | 2:51   |
| 5   | Koning van subtiliteit | 3:12   |
| 6   | Wingman                | 2:26   |
| 7   | Superhelden            | 3:01   |
| 8   | Witte                  | 2:56   |
| 9   | Loop Maar Weg          | 2:47   |

Op 13 maart 2020 verscheen De Kleine Bundel 1 bestaande uit 4 tracks
Tracklist
| Nr. | Titel              | Lengte |
| --- | ------------------ | ------ |
| 1   | 1000 Idealen       | 3:14   |
| 2   | Buurtjes           | 3:04   |
| 3   | Russische Roulette | 3:20   |
| 4   | Facades            | 3:52   |

### Singles
| Jaar | Titel                                | Lengte |
| ---- | ------------------------------------ | ------ |
| 2021 | Cringy (Live sessie met Henk Wessel) | 4:26   |
| 2020 | Mama (met Micah)                     | 2:28   |
| 2020 | Russisch Roulette                    | 3:20   |
| 2020 | 1000 Idealen                         | 3:14   |
| 2018 | Mooi Toch                            | 3:16   |
| 2016 | Connecties                           | 2:21   |
| 2015 | Zwemmen In De Lucht                  | 4:31   |
| 2014 | Pillen                               | 2:51   |